# Lasiurus intermedius
Lasiurus insularis és una espècie de ratpenat de la família dels vespertiliònids. Viu a Belize, Costa Rica, El Salvador, Guatemala, Hondures, Mèxic i els Estats Units. Els seus hàbitats naturals són els boscos de coníferes i frondoses, així com els matollars secs. No hi ha cap amenaça significativa per a la supervivència d'aquesta espècie.